# Virus mutations
Virus mutations, anche conosciuto con il solo nome di Virus, fu una rivista italiana di arte e cultura contemporanea ideata da Francesca Alfano Miglietti nel 1992. La rivista, che fu attiva fino all'inizio del nuovo millennio, rappresentò per alcuni anni un punto di riferimento per la scena della body art, della performance art italiana ed internazionale, presentando sulle sue pagine le culture radicali e della mutazione che in quegli anni ebbero ampio respiro. Virus trattava poi di filosofia, controculture, comunicazione di massa, cinema, teatro, moda, design e architettura, declinandone perlopiù il senso in una ricerca sul corpo umano come materia del processo artistico e identitario.
Alla rivista collaborano intellettuali ed artisti come Antonio Caronia, Franco Berardi, Clare Ann Matz, Renata Molho, Gianni Canova, Franko B, ORLAN, Teresa Macrì, Motus.

## Storia della rivista

### 1993: La nascita di Virus
Il magazine Virus mutations nasce inizialmente con il solo nome di Virus nel giugno 1993, mese in cui esce il n. 0 della rivista, dopo l'abbandono da parte dei fondatori Francesca Alfano Miglietti, Cesare Fullone ed Alfredo Pirri della precedente "Intervallo/Incidenti". La rivista era edita dalla Associazione culturale Virus di Milano, associata alla Unione Stampa Periodici Italiana e distribuita nelle librerie da Joo distribuzione.
Nel numero 0 della rivista sono presenti, tra gli altri, i testi di Tommaso Tozzi, Meta-network, p. 29, e Franco “Bifo” Berardi, Dallo Zaum alla Tecnomaya, p. 36.
Il primo numero della nuova rivista esce nel giugno del 1994 al prezzo di 10.000 lire, con all'interno recensioni ed interviste su Wim Wenders, ORLAN, Gary Hill, Katharine Hamnett, Derrick Da Kerckove, Cesare Fullone, Sylvie Fleury, Pierluigi Cappucci, Malcolm McLaren. Sul retrocopertina vi era riportato l'avviso: "QUESTA RIVISTA è NO COPYRIGHT (tranne per le persone e le società che lavorano per il mantenimento della struttura chiusa dell'informazione)". Fin dall'inizio il magazine colpì il pubblico per la sua attitudine al multiculturalismo, con articoli ed interviste che venivano proposti nella lingua originale, oltre che per la grafica a cura dell'artista Cesare Fullone, ricca di colori mescolati ad inchiostri metallici che rimandavano ad argenti, rami ed ottoni.

### 1997: Virus mutations
(Francesca Alfano Miglietti - Virus mutations)
È con il numero del maggio 1997 che la rivista, pur mantenendo invariate le tematiche trattate e l'impostazione grafica, cambia nome in Virus mutations. Nel primo numero con il nuovo nome, comparivano interviste a Vito Acconci, Hanif Kureishi, Alanna Heiss, Jean-Paul Gaultier, Mimmo Paladino, Giancarlo Cauteruccio della compagnia teatrale Krypton ed articoli su Arvo Pärt, su The Addiction di Abel Ferrara (di Gianni Canova), la rubrica Tecnomutazioni di Antonio Caronia, sulla civiltà del Prozac e sulle mutazioni del mezzo televisivo.
Virus mutations fu subito distribuito anche nelle edicole da Eurostampa. In seguito poi la rivista si affidò alla casa editrice Boletus.
Molti degli artisti presentati nella rivista confluirono poi nella mostra Rosso Vivo, curata dalla stessa Alfano Miglietti al Padiglione d'Arte Contemporanea di Milano.
L'ultimo numero di Virus mutations fu stampato nel dicembre del 2001.
Nel 2003 è stato pubblicato per Skira il libro Virus Art, Viste ed interviste della rivista Virus mutations, curato dalla stessa Alfano Miglietti con una selezione degli articoli pubblicati dalla rivista.